# Sierra Colorada
Sierra Colorada est une petite ville d'Argentine, chef-lieu du département de Nueve de Julio, en province de Río Negro. La ville est située au nord de la Patagonie argentine.

## Géographie
La ville se trouve au centre géographique de la province, au kilomètre 224 de la route nationale 23 Perito Moreno, à 450 km. de Viedma (la capitale de la province), à 400 km. de San Carlos de Bariloche, et à 300 km. de General Roca. 

Elle est entourée de collines de pierres roses qui lui ont donné son nom de Colorada. Sur deux de ces hauteurs, on a construit des monuments, sur l'une une croix et sur l'autre un monument en hommage aux soldats tombés pour la patrie.

## Population
La localité comptait 1.373 habitants en 2001, ce qui représentait une hausse de 12,2 % par rapport aux 1.224 de 1991.